# Hpasawng
Hpasawng är en kommun i Myanmar.   Den ligger i regionen Kayahstaten, i den centrala delen av landet, 150 km sydost om huvudstaden Naypyidaw. Antalet invånare är 32 126.